# Die Glocken der Revolution
Die Glocken der Revolution war eine deutsche Hip-Hop-Band. Sie veröffentlichte 1995 das Album Noch ist Zeit, was zu ändern auf dem Hardcore-Punk-Label Lost and Found. Das Album enthielt Coverversionen von deutschsprachigen Deutschpunk-, Hardcore-Punk- und Rock-Klassikern, unter anderem von Slimes Polizei SA-SS, Fehlfarbens Apokalypse, Ton Steine Scherbens Macht kaputt was euch kaputt macht, L'Attentats Bürgerkrieg sowie Alter Film von Boxhamsters. Das Album wurde 18 Jahre nach Veröffentlichung von der Bundesprüfstelle für jugendgefährdende Medien indiziert.

## Diskografie
- 1995: Noch ist Zeit, was zu ändern (Lost & Found)